# Femme de Julius Nepos
La femme de l'empereur romain Julius Nepos a été la dernière impératrice de l'Empire romain d'Occident. Son mari a régné de 474 à 480, bien qu'il ait été en exil après 475. Celui-ci a acquis son nom de famille, Nepos (« latin : neveu »), à la suite de son mariage. Le prénom de sa femme ne se trouve dans aucune source primaire, tout comme tout ce qui se rapporte à elle comme le neptis de l'empereur byzantin Léon Ier et de sa femme Vérine. Le mot neptis pourrait se traduire par petite-fille ou nièce (ou une affiliation proche), mais il est généralement admis que la femme de Julius Nepos était la nièce de Léon, probablement liée par le sang à Vérine plus qu'à Léon. L'historien Malchos note dans ses écrits : « Vérine apporta également sa contribution, en donnant un coup de main à la femme de Nepos qui était sa parente »,,.
Le mariage de Julius pourrait avoir fait partie d'un modèle de patronage familial : « Le mariage au sein de la famille impériale était une affaire très avantageuse et le mariage avec la fille d'un empereur permettait au gendre d'espérer la pourpre (symbole du pouvoir) ». L'empereur et l'impératrice, une fois arrivés au pouvoir, pouvaient faire en sorte de promouvoir des parents à de hautes fonctions et les aider à se marier avec d'illustres lignées. Lorsque ces familles élargies échouaient dans leur quête de succession au trône, elles réussissaient néanmoins à faire face aux bouleversements politiques et à rester au premier plan les générations suivantes.
Vérine semble avoir joué un rôle dans la carrière de ses parents relatifs. Entre 468 et 476, Basiliscus, Armatus et Nepos purent obtenir des fonctions militaires de haut rang. Tous les trois étaient liés par le sang ou le mariage à Vérine. Au cours de la même période, les filles de Vérine Ælia Ariadnè et Léontia furent mariées respectivement à Zénon et Marcien, plus tard. Le premier deviendra empereur, le second sera un usurpateur. Vérine pourrait également être impliquée dans l'ascension du barbare Odoacre, qui est supposé être son neveu.

## Sources
- (en) Cet article est partiellement ou en totalité issu de l’article de Wikipédia en anglais intitulé « Wife of Julius Nepos » (voir la liste des auteurs).
- Cameron, Averil; Ward-Perkins, Bryan.; Whitby, Michael (2000), The Cambridge ancient history 14. Late Antiquity: empire and successors, A.D. 425 - 600, Cambridge University Press,  (ISBN 0-521-32591-9)